# Großriedenthal
Großriedenthal är en ort och kommun  i Österrike. Den ligger i distriktet Tulln och förbundslandet Niederösterreich, 50 km nordväst om huvudstaden Wien.
Kommunen består av tre orter (Ortschaften) (inom parentes invånarantal 1 januari 2024):
- Großriedenthal (479)
- Neudegg (175)
- Ottenthal (316)